# El rey y yo (película de 1999)
El rey y yo (en inglés, The King and I) es una película musical de animación, adaptación libre de la historia de Anna Leonowens, con canciones y personajes de la obra de mismo título. Distribuida por Warner Bros. Family Entertainment fue estrenada el 19 de marzo de 1999.

## Argumento
En el año de 1862, el Rey de Siam gobierna con las costumbres tradicionales  . Con la llegada de la inglesa Anna Leonowens y su hijo Louis, su primer ministro (y hechicero) Kralahome, conspira para derrocar al rey mediante el engaño. Al mismo tiempo, el príncipe heredero de Chulalongkorn se enamora de Tuptim, sierva dada al rey como un regalo de Birmania. Sin embargo, su amistad debe permanecer en secreto, ya que como tal, está estrictamente prohibida.

## Reparto de voces
- Martin Vidnovic, como el rey de Siam.
- Miranda Richardson, como Anna Leonowens.
  - Christiane Noll, como la voz de Anna en las canciones.
- Ian Richardson, como Kralahome.
- Darrell Hammond, como el maestrillo. Un aspecto divertido es que constantemente, de alguna manera pierde un diente.
- Allen D. Hong, como el príncipe Chulalongkorn.
  - David Burnham, como la voz de Chulalongkorn en las canciones.
- Armi Árabe, como Tuptim.
  - Tracy Venner Warren, como la voz de Tuptim en las canciones.
- Adam Wylie, como Louis Leonowens.
- Sean Smith, como Sir Edward Ramsay.
- J.A. Fujili, como la primera esposa.
- Ken Baker, como el capitán.
- Ed Trolla, como el capitán de Sir Edward Ramsay.
- Anthony Mozdy, como el emisario birmano.
- Alexandra Lai, como la princesa Ying.
- Katherine Lai, como la princesa Narmi.
- Mark Hunt, como Steward.
- B.K. Tochi, como el soldado.

## Banda sonora
La banda sonora se publicó el 16 de marzo de 1999, en Sony Classical Records. Fue publicada en formato CD y casete. Oscar Hammerstein y Richard Rogers compusieron todas las canciones del álbum. William Ruhlmann, de Allmusic.com calificó el álbum con 3 estrellas, sobre 5, describiéndolo como una banda sonora "sorprendentemente adecuada", para una película "no muy bien recibida". Añadió, sin embargo, que las actuaciones vocales excesivamente efusivas y los arreglos excesivamente detallados, hacían de lejos, "la peor versión del musical jamás grabada" y citó el uso de "nueve orquestas diferentes", como posible causa. Concluyó admitiendo que hay buenas canciones en el álbum. John Kenrick, en su artículo Comparartiva de críticas de CD, parte III, describe la grabación de 1999 como una "desgracia absoluta", que ve cantantes excelentes de Broadway trabajar contra cortes sin sentido y orquestaciones empalagosas. En una crítica relativamente negativa de esta adaptación animada, el libro The Rodgers and Hammerstein Enciclopedya dice que algunas de las canciones sobreviven de buenas maneras y las actuaciones vocales son muy competentes.

## Estreno
El Rey y yo fue estrenada por la Warner Bros en los cines el 19 de marzo de 1999 y producida por Morgan Creek Productions, Rankin/Bass Productions, Nest Family Entertainment y los estudios Rich Animation. 

## Taquilla
La película fue un fracaso de taquilla. Recaudó solo 4,007,565 dólares en el fin de semana de su estreno, pero logrando el sexto puesto del ranking.[cita requerida]